# Mike Williams (cestista 1982)
Michael Anthony Williams, detto Mike (Ellington, 21 gennaio 1982), è un ex cestista statunitense naturalizzato irlandese.

## Palmarès
- Campionato svizzero LNA: 2006
- Miglior rimbalzista della Legadue: 2007